# Nicolea macrobranchia
Nicolea macrobranchia är en ringmaskart som först beskrevs av Schmarda 1861.  Nicolea macrobranchia ingår i släktet Nicolea och familjen Terebellidae. Inga underarter finns listade i Catalogue of Life.